# Martin Bryant
 (mars 2016).
Martin Bryant (né le 7 mai 1967) est un tueur à la chaîne connu pour avoir tué 35 personnes et en avoir blessé 23 autres lors du massacre de Port Arthur en 1996 en Tasmanie. Il a écopé de 35 peines d'emprisonnement à perpétuité et de 1 035 ans sans liberté conditionnelle au pénitencier Risdon Prison.

## Biographie

### Enfance et famille
Martin Bryant est l'aîné de deux enfants ; il est le fils de Maurice et Carleen Bryant. Alors que la famille vivait dans la Lenah Valley, Martin Bryant a passé la plus grande partie de son enfance à leur domicile de la plage de Carnarvon Bay. Une fois, il mit le feu et coupa des arbres chez son voisin. À l'école, il aurait été considéré comme un élément perturbateur et parfois un enfant violent, et il a subi de graves intimidations par d'autres enfants. 
Martin Bryant a un quotient intellectuel de 66, ce qui représente 1,17 pour cent de la population. Après sa période scolaire, il a été admis à recevoir une pension d'invalidité et il a vécu dans une pension pendant quelques années. Cependant, il a travaillé comme homme à tout faire et jardinier.
Lorsqu'il a 19 ans, il rencontre Helen Harvey, de 29 ans son aînée, héritière d'une part de la Tattersall's Lottery, alors à la recherche d'un jardinier. Helen Harvey se lia d'amitié avec Martin Bryant qui était devenu un visiteur régulier et, en 1990, elle l'invite à vivre avec elle dans son nouveau manoir. Elle signale avoir dépensé de grosses sommes d'argent pour lui. 
En 1991, Helen Harvey et Martin Bryant emménagent ensemble dans une ferme où ils vivent jusqu'à la mort de Helen dans un accident de la circulation en 1993. Martin Bryant était dans le véhicule au moment de l'accident et il a été hospitalisé pendant plusieurs mois avec des blessures au cou et au dos.
Martin Bryant retourne à la ferme après avoir quitté l'hôpital et, deux mois plus tard, Maurice Bryant, son père, est porté disparu. Une note de suicide et plusieurs milliers de dollars sont trouvés dans sa voiture, et des plongeurs de la police sont appelés pour la recherche du corps dans quatre barrages sur la propriété. Le 16 août, ils trouvent son corps dans le barrage le plus proche de la ferme de Martin avec une ceinture de plongée lestée autour du cou. Bien qu'ayant conclu à un suicide par noyade, la police a décrit la mort comme « non naturelle ».
Martin Bryant hérite de la fortune de Helen et vend la ferme. En 1993, sa mère obtient une ordonnance de tutelle. Les preuves étaient fondées sur le handicap mental de Martin.

## Massacre de Port Arthur et suite
Martin Bryant a fourni des explications confuses de ce qui l'a amené à tuer 35 personnes à Port Arthur, le 28 avril 1996. Une hypothèse avancée serait son désir d'attention (il aurait dit à un voisin : « Je vais faire quelque chose qui va faire que tout le monde se souviendra de moi »).
Ses premières victimes sont Nolene et David Martin, propriétaire d'une maison d'hôtes dans la région (maison que le père de Martin Bryant avait apparemment très envie d'acheter). Il tira sur eux avant de se diriger vers Port Arthur. Martin Bryant est entré dans un café avec un grand sac bleu, lors de son repas, il fit remarquer : « il y a beaucoup de guêpes ici ». Une fois son repas terminé, il se dirigea vers l'arrière du café et fixa une caméra sur une table vide. Il sortit alors un fusil de type AR-15 et commença à tirer. En quelques secondes, il tua 20 personnes et en blessa 15 autres. Il prit ensuite la fuite, tirant sur des personnes dans le parc de stationnement puis depuis sa berline Volvo jaune. Martin Bryant  conduisit trois cents mètres, jusqu'à un endroit où une femme et ses enfants se promenaient. Il s'arrêta et tira deux fois sur la femme et l'enfant qu'elle portait dans ses bras. L'ainé des enfants s'enfuit, mais Martin Bryant le suivit et le tua d'un seul coup de feu. Ensuite, il vola une BMW de couleur or en tuant les occupants. Un peu plus loin sur la route il s'arrêta à côté d'un couple dans une Toyota blanche et prit en otage un des occupants en lui ordonnant de se placer dans le coffre de la BMW. Après la fermeture du coffre, il tira deux coups de feu dans le pare-brise de la Toyota, tuant la femme au volant. Il retourna ensuite à la maison d'hôtes et brûla la voiture volée. 
La police est arrivée rapidement et a tenté de négocier avec Martin Bryant pendant de nombreuses heures avant que la batterie de son téléphone ne soit déchargée, ce qui mit fin à la communication. Pendant les négociations, il tua son otage.
Le lendemain matin, 18 heures plus tard, M. Bryant a mis le feu à la maison et a tenté de s'échapper dans la confusion. Souffrant de brûlures au dos et aux fesses, il a été capturé et emmené à l'Hôpital Royal Hobart où il a été traité et conservé sous bonne garde.
En réponse aux meurtres, les autorités australiennes ont mis des restrictions sévères sur les armes à feu. Le gouvernement de l'État de Tasmanie a tenté d'ignorer cette directive, mais a été menacé avec un certain nombre de sanctions par le gouvernement fédéral.

## Emprisonnement
Martin Bryant a été condamné à 35 peines d'emprisonnement à perpétuité pour les meurtres et à 1 035 ans pour d'autres crimes liés à ce massacre. Il devrait rester en prison le reste de sa vie. Il a tenté de se suicider six fois en cellule.